# Kraft zu Hohenlohe-Langenburg
Kraft Alexander Ernst Ludwig Georg Emich Prins zu Hohenlohe-Langenburg (Schwäbisch Hall, 25 juni 1935 — aldaar, 16 maart 2004) was van 1960 tot zijn dood in 2004 hoofd van het adellijk (vorstelijk) huis Hohenlohe-Langenburg.

## Afkomst
Kraft, Prins zu Hohenlohe-Langenburg werd als eerste zoon van Godfried zu Hohenlohe-Langenburg en prinses Margarita van Griekenland geboren. Zijn moeder was de oudste dochter van prins Andreas van Griekenland en prinses Alice van Battenberg. Hij was een neef van de Britse troonopvolger prins Charles, ook te herkennen onder de namen Mountbatten en Windsor.
Kraft zu Hohenlohe was een directe afstammeling van koningin Victoria (via zijn beide ouders), van tsaar Nicolaas I van Rusland en van koning Christiaan IX van Denemarken.

## Levensloop
Hohenlohe kreeg een opleiding die hem voorbereidde voor het bankwezen en voor bosbouwkunde. Hij was 25 toen zijn vader stierf en hij het beheer van het familiedomein Langenberg overnam.
In januari 1963 werd hij geconfronteerd met een brand die het kasteel Langenberg grotendeels in de as legde. Om de heropbouw te kunnen realiseren, verkocht hij voor 5 miljoen euro het kasteel Weikersheim aan het Land Baden-Württemberg.
Hohenlohe-Langenburg was:
- Lid van de Evangelische synode voor het land Württemberg (1965-1974),
- Lid van de 'Kreistag' (het regionale bestuur) (1965-1979),
- Lid van de Vorstand van de DRK-Kreisverband (1984-2000),
- Lid van de plaatselijke kerkenraad

Op latere leeftijd trok hij zich uit officiële functies terug, om zich te concentreren op het beheer en onderhoud van het domein Langenberg, met inbegrip van het Automuseum, en het bosbeheer over 2700 hectare woud in Langenburg en Weikersheim. Verder bleef hij ook erevoorzitter van de Internationale Federatie van Oldtimers.

## Huwelijk en kinderen
In 1965 trouwde Kraft met Charlotte Alexandra prinses van Croÿ (31 december 1938). In 1990 zijn zij gescheiden.
Het echtpaar kreeg drie kinderen: 
- Cécile (1967) ∞ (1998) Cyril de Commarque
- Philipp (1970) ∞ (2003) Saskia Binder
- Xenia (1972) ∞ (2005) Max Soltmann

Op 22 mei 1992, hertrouwde Kraft met de Oostenrijkse Irma Pospesch (1946). Zij hadden samen geen kinderen.
Na zijn dood werd hij als hoofd van de familie opgevolgd door zijn zoon Philipp.